# هومر بي. سنايدر
هومر بي. سنايدر هو سياسي أمريكي، ولد في 6 ديسمبر 1863 في أمستردام في الولايات المتحدة، وتوفي في 30 ديسمبر 1937 في ليتل فالس في الولايات المتحدة. نشط حزبياً في الحزب الجمهوري. وقد انتخب عضو مجلس النواب الأمريكي ‏.